# Langschwanzmaulwurf
Der Langschwanzmaulwurf (Scaptonyx fusicauda, auch Scaptonyx fusicaudus oder Scaptonyx fusicaudatus) ist eine Säugetierart aus der Gattung der Langschwanzmaulwürfe innerhalb der Maulwürfe (Talpidae). Sie lebt im zentralen China in den Gebirgslagen westlich und nordwestlich des Sichuan-Beckens. Dort bewohnen die Tiere Laub- und Nadelwälder. Ihr Lebensweise ist aber weitgehend unerforscht. Sie stellen kleine Vertreter der Maulwürfe dar, haben einen langen Schwanz und wenig zum Graben geeignete Vordergliedmaßen. Typisch ist das grau-schwarze Fell. Unterschiede zu anderen Angehörigen der Gattung finden sich in einzelnen Gebissmerkmalen, etwa in der Gestaltung und Größe des oberen Eckzahns und des unteren ersten Vormahlzahns. Die Art wurde im Jahr 1872 wissenschaftlich eingeführt. Über 150 Jahre galt der Langschwanzmaulwurf als einziger Angehöriger seiner Gattung. Genetische und morphologische Unterschiede führten im Jahr 2025 zur Aufteilung in drei Arten. Die Bestandsgefährdung ist unbekannt.

## Merkmale

### Habitus
Der Langschwanzmaulwurf gehört zu den kleinen Vertretern der Maulwürfe. Seine Kopf-Rumpf-Länge variiert zwischen 7,3 und 8,5 cm, der Schwanz wird 4,5 bis 5,0 cm lang. Das Körpergewicht beträgt 13,3 bis 16,0 g. Die Angaben beziehen sich auf die Untersuchung von einem halben Dutzend Individuen. Bezüglich des Körpergewichtes entspricht der Langschwanzmaulwurf weitgehend Scaptonyx wangi, er ist jedoch durchschnittlich etwas schwerer als Scaptonyx affinis. Von letzterem unterscheidet er sich auch durch den längeren Schwanz, der mehr als 50 % der Länge des restlichen Körpers ausmacht. Im Erscheinungsbild zeigt der Langschwanzmaulwurf wie alle Angehörigen seiner Gattung deutliche Ähnlichkeiten zu den Eigentlichen Maulwürfen (Talpini), ihr Schwanz ist jedoch länger und die schmaleren Hände sind nur bedingt zum Graben geeignet. Das Körperfell besitzt eine einheitlich grau-schwarze Färbung. Der mit Schuppen bedeckte Schwanz ist auf der Oberseite samtfarben schwärzlich, auf der Unterseite aber schwarz bräunlich. Die Schnauze zieht schmal aus, Augen und Ohren werden von Haut überdeckt. Hände und Füße sind ebenfalls schuppig, an der Außenseite kommt ein Haarbüschel vor, die Innenseite ist nackt. Die Länge des Hinterfußes reicht von 1,4 bis 1,6 cm.

### Schädel- und Gebissmerkmale
Die größte Schädellänge beträgt 24,8 bis 25,1 mm. Am Hirnschädel liegt die Breite bei 11,3 bis 11,7 mm, die Höhe bei 7,6 bis 7,8 mm. Die Jochbögen kragen 8,2 bis 8,4 mm auseinander. Insgesamt ist der Schädel langgestreckt, schmal und niedrig, im Vergleich zu jenem von Scaptonyx wangi erscheint er etwas größer und robuster. Wie bei allen Langschwanzmaulwürfen ist der Jochbogen geschlossen, aber schlank ausgeprägt. Der Unterkiefer misst 15,4 bis 16,0 mm in der Länge, am Kronenfortsatz wird er 5,9 bis 6,1 mm hoch.
Das für die Vertreter der Gattung typische Gebiss besteht aus 42 Zähnen, die folgende Zahnformel ergeben: {\displaystyle {\frac {3.1.4.3}{2.1.4.3}}} Der innere obere Schneidezahn ist beim Langschwanzmaulwurf spatelförmig und etwa doppelt so groß wie die beiden äußeren. Dies erinnert an Scaptonyx wangi, weicht aber von Scaptonyx affinis mit seinen etwa gleichgroßen Schneidezähnen ab. Der obere Eckzahn wird etwa doppelt so hoch, aber ähnlich breit wie der erste Prämolar. Im Unterschied zu Scaptonyx wangi wirkt der Eckzahn dadurch nicht so übermäßig entwickelt. Die vorderen drei oberen Vormahlzähne sind beim Langschwanzmaulwurf mit jeweils nur der Hälfte der Höhe und einem Drittel der Breite des letzten Prämolaren relativ klein. Im Unterkiefer ist der erste Prämolar indes vergrößert, er überragt den Eckzahn um das anderthalbfache bei einer doppelten Breite. Mit seinem ovalen Umriss  gleicht er dem entsprechenden Zahn von Scaptonyx affinis, bei Scaptonyx wangi ist er hingegen spitz. Der letzte untere Prämolar erreicht die gleiche Höhe wie der erste. Die obere Zahnreihe bemisst sich auf 10,6 bis 11,1 mm Länge, wobei die letzten vier Zähne hierbei 5,9 bis 6,0 mm beanspruchen. Die untere Zahnreihe ist 8,4 bis 8,8 mm lang, die drei Molaren Nehmen davon 4,8 bis 5,0 mm ein.

### Genetische Merkmale
Das vollständige mitochondriale Genom des Langschwanzmaulwurfs besteht aus 16.602 Basenpaaren. Hierzu gehören 13 proteincodierende Gene, die allein 11.409 Basenpaare einschließen.

## Verbreitung und Lebensweise

Verbreitungsgebiet der Langschwanzmaulwürfe, das Vorkommen des Langschwanzmaulwurfs ist dunkelgrau markiert

Der Langschwanzmaulwurf kommt in Ostasien vor. Sein Verbreitungsgebiet umfasst die Gebirgslagen westlich und nordwestlich des Sichuan-Beckens in den chinesischen Provinzen Sichuan, Qinghai und Shaanxi. Westlich, östlich und südlichen schließen sich die Lebensräume von Scaptonyx affinis an, wobei nach Westen und Süden hin angenommen wird, dass der Fluss Yalong Jiang und der Oberlauf des Jangtsekiang als Migrationsbarrieren fungieren. Gleiches gilt möglicherweise für den Jialing Jiang im Osten. Die Tiere nutzen Laubwälder und dichte Nadelwälder mit zahlreichen umgestürzten Bäumen und dichter Humusdecke als Habitate. Die untere und obere Höhengrenze liegen bei 1700 und 3400 m über dem Meeresspiegel.

## Lebensweise
Die Lebensweise des Langschwanzmaulwurfs ist weitgehend unerforscht.

## Systematik
Der Langschwanzmaulwurf ist eine Art aus der Gattung der Langschwanzmaulwürfe (Scaptonyx), zu der gegenwärtig drei Vertreter gezählt werden. Die Gattung steht wiederum in der Familie der Maulwürfe (Talpidae) und wird innerhalb dieser zur monotypisch angesehenen Tribus der Scaptonychini verwiesen. Manche Systematiken ordnen sie auch den Japanischen Spitzmullen (Urotrichini) zu. Die beiden Gruppen sind molekulargenetischen Untersuchungen gemäß eng miteinander verwandt, lassen sich aber anatomisch im Gebissaufbau separieren. Gemeinsam mit dem Amerikanischen Spitzmull (Neurotrichini) bilden sie eine monophyletische Einheit, welche nur teilweise an ein unterirdisches Leben angepasste Maulwürfe einschließt. Ihre Trennung von den anderen Linien der Maulwürfe fand bereits im Oberen Eozän vor rund 37 Millionen Jahren statt, eine innere Diversifizierung der Gruppe ereignete sich im Zeitraum von vor 30 bis 27 Millionen Jahren im Oligozän. Als nächstverwandte Gruppe ist eine gemeinsame Klade bestehend aus den Eigentlichen Maulwürfen (Talpini), den Desmanen (Desmanini) und dem Sternmull (Condylurini) anzusehen. Alle genannten Linien werden übergeordnet in die Unterfamilie der Altweltmaulwürfe (Talpinae) eingegliedert, die zusätzlich noch die  Neuweltmaulwürfe (Scalopini) aufnehmen. Damit Vereinen die Altweltmaulwürfe sowohl unterirdisch lebende als auch an eine semi-aquatische Lebensweise angepasste Tiere aus Eurasien und aus Nordamerika.

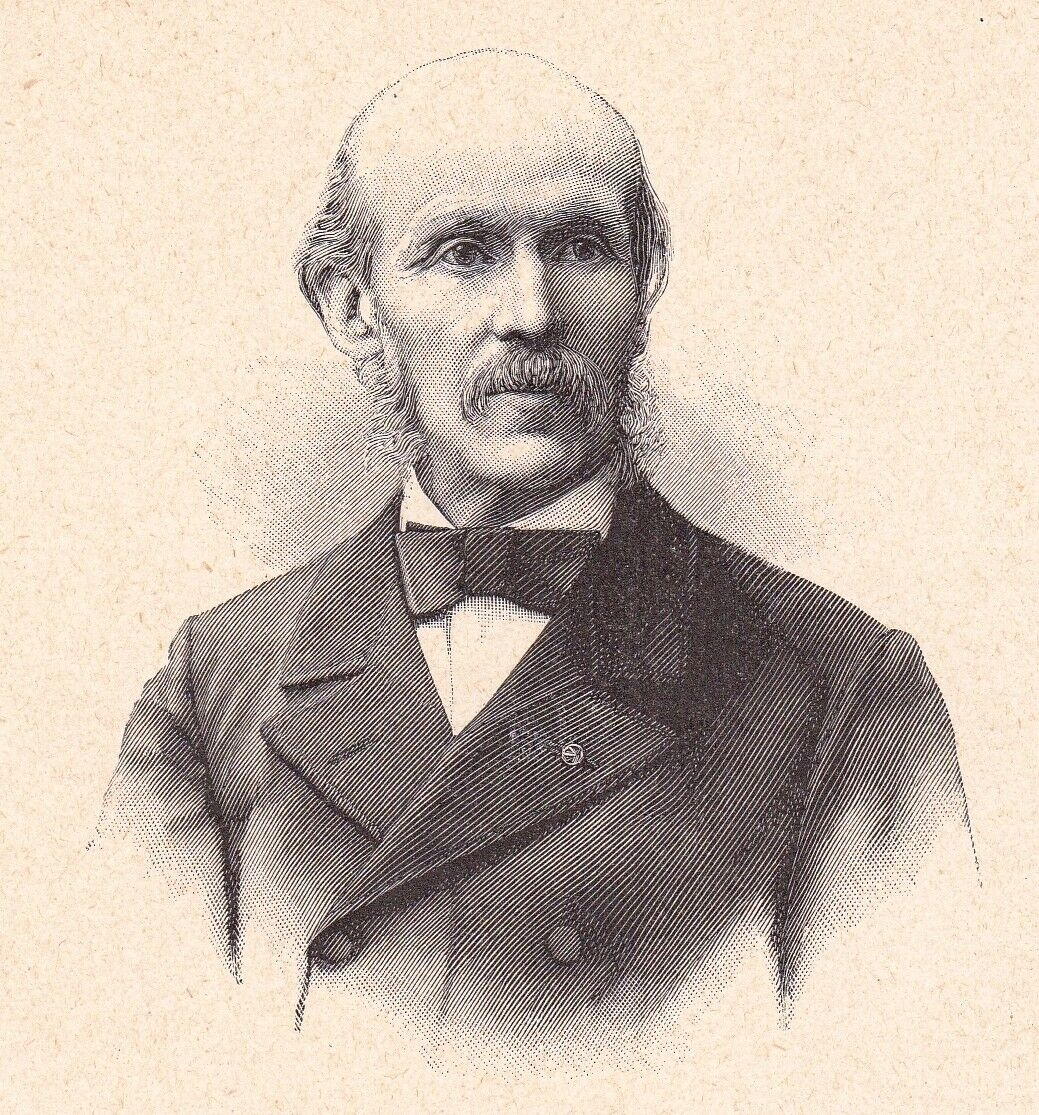
Alphonse Milne-Edwards

Die wissenschaftliche Erstbeschreibung des Langschwanzmaulwurfs erbrachte Alphonse Milne-Edwards im Jahr 1872. Er stellte die neue Art in einem recht umfangreichen Werk vor, das er gemeinsam mit seinem Vater Henri Milne-Edwards herausgab und sich der Tierwelt Ostasiens widmete. Zuvor erwähnte er sie in einer kurzen Notiz in einem Museumsbericht. Für seine Beschreibung stand Milne-Edwards ein Tier zur Verfügung, das von Armand David drei Jahre zuvor aufgesammelt worden war. David hatte den Fundort mit dem Grenzgebiet der heutigen chinesischen Provinzen Qinghai und Sichuan notiert, weswegen Milne-Edwards in seiner Erstbeschreibung die Herkunft mit confins du Kokonoor et du Sé-tschouan vermerkte, wobei Kokoonor den Qinghai-See meint. Analysen von Davids Aufzeichnungen lassen aber annehmen, dass dieser den Qinghai-See nie erreichte, sondern seine Reise ihn lediglich bis zur Quelle des Min Jiang am Westhang des Min Shan im Norden Sichuans führte. Das Gebiet, in den heutigen Kreisen Sungqu und Jiuzhaigou gelegen, wird daher als Typusregion des Langschwanzmaulwurfs eingestuft.
Beim Transport von Davids Langschwanzmaulwurf nach Frankreich wurde der Behälter, in dem das Tier in Ethanol eingelegt war, beschädigt, so dass es Milne-Edwards in recht schlechtem Zustand erreichte. Jedoch erkannte er die Besonderheit, da er im Gebissaufbau starke Ähnlichkeiten zu den Eigentlichen Maulwürfe bemerkte, während ihn die Fußgestaltung eher an die Japanischen Spitzmulle erinnerte. Seine neue Art bezeichnete Milne-Edwards in der kurzen Museumsnotiz mit fusicauda, er bezog sich damit auf die Form des Schwanzes (von den lateinischen Wörtern fusus für „Spindel“ und cauda für „Schwanz“). In seiner ausführlichen Beschreibung hatte Milne-Edwards den Artnamen in fusicaudatus abgeändert. Letzterer wurde in der nachfolgenden Zeit fast ausschließlich verwendet, während fusicauda als lapsus calami galt. Spätere Autoren verkürzten dann den Namen auf fusicaudus. Boris Kryštufek und Masaharu Motokawa korrigierten im achten Band des Standardwerkes Handbook of the Mammals of the World aus dem Jahr 2018 den Artnamen wieder in das ursprüngliche fusicauda mit der Begründung, dies sei eine unveränderliche Bezeichnung.
Im Jahr 1912 benannte Oldfield Thomas eine weitere Form der Langschwanzmaulwürfe aus dem Norden der chinesischen Provinz Yunnan, die er mit S. f. affinis bezeichnete und als neben der Nominatform zweite Unterart einstufte. In der nachfolgenden Zeit galt der Langschwanzmaulwurf weitgehend als einziger Vertreter der Gattung, der sich lediglich auf Unterartenniveau differenzieren ließ. Einige chinesische Wissenschaftler betrachteten eine Population im Gaoligong Shan am westlichen Rand des Verbreitungsgebietes der Gattung als morphologisch abweichend, was sie Anfang der 2000er Jahre mit der Benennung als S. f. gaoligongensis unterstrichen. Der Name wurde aber aufgrund fehlender Merkmalsbeschreibungen als nomen nudum betrachtet. Jedoch deckten im Jahr 2016 genetische Analysen eine tiefe Spaltung der Langschwanzmaulwürfe auf. Hierbei wurden wenigstens zwei eigenständige Linien erkannt, von denen eine den eigentlichen Langschwanzmaulwurf, die andere die Tiere des Gaoligong Shan repräsentierte. Den Untersuchungen zufolge hatten sich beide Linien bereits im Unteren Miozän vor etwa 20 bis 18 Millionen Jahren voneinander getrennt. Es wurde daher vermutet, dass die Langschwanzmaulwürfe mehrere kryptische Arten enthalten. Dies konnte drei Jahre später in einer weiteren, umfassenden genetischen Studie bestätigt werden. Die mehr als 110 untersuchten Tiere aus dem gesamten Verbreitungsgebiet der Langschwanzmaulwürfe verteilten sich demnach auf wenigstens 17 taxonomische Einheiten, die drei hauptsächliche Kladen bildeten. Die als Clade II ausgewiesene Gruppe schloss drei taxonomische Einheiten ein, darunter auch Individuen aus der Typusregion des eigentlichen Langschwanzmaulwurfs. Die anderen beiden Kladen betrafen Tiere aus dem Gaoligong Shan und Angehörige einer geografisch weiter verbreiteten Gruppe einschließlich der Terra typica von S. f. affinis. Basierend darauf und ergänzt um weitere genetische und morphologische Analysen führte ein Wissenschaftlerteam um Song Wen-Yu im Jahr 2025 eine Revision der Gattung der Langschwanzmaulwürfe durch und erkannten im Zuge dessen die drei Kladen als eigenständige Arten an. Durch die Aufteilung der Langschwanzmaulwürfe wurde der eigentliche Langschwanzmaulwurf auf das Gebiet der chinesischen Provinzen Sichuan, Qinghai und Shaanxi beschränkt, zudem die bisherige zweite Unterart als Scaptonyx affinis auf Artniveau gehoben und der Bestand aus dem Gaoligong Shan unter dem wissenschaftlichen Namen Scaptonyx wangi als neue Art definiert.       Gemäß den neuen Untersuchungen stellen der Langschwanzmaulwurf und Scaptonyx affinis Schwesterarten dar, deren Linien seit dem Übergang vom Mittleren zum Oberen Miozän vor rund 9,56 Millionen Jahren eigenständig verlaufen.

## Bedrohung und Schutz
Die IUCN listet den Langschwanzmaulwurf als Gesamtpopulation in der Kategorie „nicht gefährdet“ (least concern), eine Unterscheidung nach unterschiedlichen Arten erfolgt gegenwärtig nicht. Die Gefährdungseinschätzung beruht auf der weiten Verbreitung der Tiere und ihrer angenommenen hohen Bestandszahl. Die Langschwanzmaulwürfe kommen in mehreren Naturschutzgebieten vor, allerdings sind zum weiteren Schutz genauere Untersuchungen zur Verbreitung, Häufigkeit, den natürlichen Bedürfnissen und potentiellen Gefährdungen erforderlich.